# Nymphalis mesoides-sibirica
Nymphalis mesoides-sibirica är en fjärilsart som beskrevs av Reuss 1922. Nymphalis mesoides-sibirica ingår i släktet Nymphalis och familjen praktfjärilar. Inga underarter finns listade i Catalogue of Life.